# Jelenits István
Jelenits István (Berettyóújfalu, 1932. december 16. – Budapest, 2024. szeptember 26.) Magyar Corvin-lánccal kitüntetett Széchenyi-díjas piarista szerzetes, teológus, író, magyar és hittan szakos tanár, tartományfőnök. Tótfalusy István írói álnéven verseket is írt (de nem azonos Tótfalusi István műfordítóval és nyelvésszel).

## Élete
Nagyváradon kezdte a gimnáziumot, de a világháború végén családjával együtt kitelepítették. A pesti Piarista Gimnáziumban folytatta tanulmányait, ott is érettségizett 1951-ben. Már akkor is piarista szerzetes akart lenni, de a rendbe fölvehető növendékek számának korlátozása miatt csak a bölcsészkar elvégzése után, 1955-ben léphetett be a rendbe. 1959. augusztus 28-án tett örökfogadalmat, és ugyanabban az évben november 29-én Egerben pappá szentelték.
Piaristaként a rend kecskeméti, majd budapesti gimnáziumaiban tanított hittant, illetve magyar nyelv- és irodalmat. 1965-től a biblikus tárgyak tanára is volt a rend Kalazantinum hittudományi főiskoláján, illetve 2000-től ennek utódintézményében, a Sapientia Szerzetesi Hittudományi Főiskolán. 1985 és 1995 között a piarista rend magyarországi tartományfőnöke volt. 1992-től évekig tanított a gödi, és 1994-től a váci piarista iskolákban, később pedig a váci Apor Vilmos Katolikus Főiskolán is. 1995-től a Pázmány Péter Katolikus Egyetem Bölcsészettudományi Karának esztétikatanára, majd tanszékvezetője volt Budapesten, illetve Piliscsabán.
Számos rövidebb-hosszabb írása jelent meg a Szentírásról, Janus Pannonius, Pilinszky János költészetéről, irodalomról, nevelési kérdésekről és más témákról, elsősorban a Vigilia és az Új Ember folyóiratok hasábjain. Összegyűjtött műveit az Új Ember Kiadó 1999 és 2001 között öt kötetben jelentette meg. Rendszeresen tartott pedagógiai, irodalmi és bibliai tárgyú előadásokat a budapesti piarista kápolnában, és szerte az országban. Latinovits Zoltán lelkivezetője, gyóntatója volt. A zsidó-keresztény megbékélést mindig szorgalmazta.

## Kitüntetések, díjak
- Toldy Ferenc-díj (1989)
- Apáczai Csere János-díj (1992)
- A Magyar Köztársasági Érdemrend középkeresztje a csillaggal (1992)
- Eötvös József-díj (1999)
- Széchenyi-díj (2001)
- Magyar Örökség díj (2001)
- Prima díj (2003)
- Fraknói Vilmos-díj (2005)
- Stephanus-díj (2007)
- Berettyóújfalu díszpolgára (2008)[7]
- Tököl díszpolgára (2010)
- Magyar Corvin-lánc (2012)
- Pro Urbe Budapest díj (2012)
- Budapest díszpolgára (2014)[8]
- Báró Gelsey Vilmos-nagydíj[9] (2014)
- Magyar Művészeti Akadémia aranyérme (2016)

## Könyvei

### Tankönyvek
- Erkölcstan, Budapest, Katolikus Középiskolai Főhatóság, Budapest, 1980
- Dogmatika, Budapest, Katolikus Középiskolai Főhatóság, Budapest, 1980
- Katolikus dogmatika és erkölcstan, Katolikus Középiskolai Főhatóság, Budapest, 1983
- Katolikus erkölcstan: Tankönyv a katolikus középiskolák számára, Budapest, 1984 – 7. kiad: 1994
- Bevezetés az irodalomba / Beney Zsuzsa, Jelenits István, Nemzeti Tankönyvkiadó, Budapest, 1994

### Bibliai elmélkedések
- Betű és lélek, 1. kiadás, Budapest, Szt. István Társ., 1978, 316 o. ISBN 963-360-090-1 ; 2. jav., bőv. kiad., Budapest, Szt. István Társulat, 1994, 318 o. ISBN 963-360-744-2; 3. kiad., 2001 (Összegyűjtött írások, 5); 4. kiadás, Budapest, Új Ember, 2016 ISBN 978-963-9981-52-2 – Elektronikus változata: Passau, NJ : Pázmány Péter Elektronikus Könyvtár – URL: Jelenits István: Betű és lélek. communio.hu. [2007. december 17-i dátummal az eredetiből archiválva]. (Hozzáférés: 2017. július 4.)
- Így imádkozd a Szentolvasót!, Budapest, Szt. István Társulat, 1983, 38 o. (név nélkül)
- Élet és evangélium, Budapest, Vigilia, 1994, 79 o. (Vigilia-füzetek, ISSN 1218-1129; 1.) – Elektronikus változat: Passau, NJ : Pázmány Péter Elektronikus Könyvtár – URL: Jelenits István: Élet és Evangélium. communio.hu. [2007. december 17-i dátummal az eredetiből archiválva]. (Hozzáférés: 2017. július 4.) – Ugyanezen a címen, de bővebb tartalommal jelent meg az Összegyűjtött írások 4. kötete (2001)
- „Szelíd kezedben csillagok…”: Jelenits Istvánnal beszélget Mohay Tamás, Budapest, Kairosz, 2005 (Miért hiszek?, ISSN 1785-1491, 18) 131 o. ISBN 963-9642-07-X
- Hét szó a kereszten. Bábel Balázs, Kerényi Lajos, Jelenits István, Barsi Balázs, Czakó Gábor, Frenyó Zoltán, Prohászka Ottokár írásai; szerk. Frenyó Zoltán; Szt. Gellért, Bp., 2010; 2. jav. kiad.; Szt. Gellért, Bp., 2013

### Összegyűjtött írásai
1. Kinyilatkoztatás és emberi szó, szerk. Mohay Tamás, Új Ember Kiadó, Bp., 1999 (Jelenits István összegyűjtött írásai ISBN 963-7688-31-5; 1) 373 o. ISBN 963-7688-32-3
2. Az ének varázsa, szerk. Mohay Tamás, Budapest, Új Ember Kiadó, 2000 (Jelenits István összegyűjtött írásai ISBN 963-7688-31-5; 2) 550 o. ISBN 963-7688-38-2
3. Küldetésben, szerk. Mohay Tamás, Budapest, Új Ember Kiadó, 2000 (Jelenits István összegyűjtött írásai, ISBN 963-7688-31-5; 321 o. ISBN 963-7688-50-1
4. Élet és evangélium, szerk. Mohay Tamás, Budapest, Új Ember Kiadó, 2001 (Jelenits István összegyűjtött írásai, ISBN 963-7688-31-5; 4) 354 o. ISBN 963-7688-68-4
5. Betű és lélek, 3. kiad., Budapest, Új Ember Kiadó, 2001 (Jelenits István összegyűjtött írásai, ISBN 963-7688-31-5; 5) 234 o. ISBN 963-7688-51-X

- „Ha valaki beszél..." Interjúk és versek,, szerk. Szigeti László, Budapest, Szent István Társulat, 2007 (386 p. ; 21 cm. – ISBN 978-963-361-934-6. – Ismertetés: Szénási Zoltán, Vigilia, 73. évf., 2008/1. szám, 77. old.)

### Fordítások, szerkesztések
- Sík Sándor összegyűjtött versei, szerk. ~ ~, Budapest, Szt. István Társulat, 1976. ISBN 963-360-041-3
- Kempis Tamás, Krisztus követése, 1. kiadás Budapest, Ecclesia, 1978 ISBN 963-363-904-2; 16. kiadás, Budapest, Ecclesia, 2019 ISBN 978-963-363-400-4
- Pilinszky János, A mélypont ünnepélye: Próza, I-II, szerk. ~ ~, Budapest, Szépirodalmi Könyvkiadó, 1984. ISBN 963-15-2707-7
- Pilinszky János összegyűjtött versei, szerk. ~ ~, Bratislava, Madách; Budapest, Szépirodalmi Könyvkiadó, 1987. ISBN 963-15-3470-7
- Tanulmányok a vallás és lélektan határterületeiről / szerk. ~ ~, Tomcsányi Teodóra, Budapest, Római Katolikus Szeretetszolgálat; Szeged, Szeged-csanádi Püspökség, 1988 (Lelki jelenségek és zavarok, ISSN 0238-9452). 383 o. ISBN 963-00-1245-6
- Kegyes Iskolák Rendjének konstitúciói és regulái, szerk. Tőzsér Endre, Budapest, Magyar Piarista Rendtartomány, 1999. ISBN 963-00-2312-1